# Identité de Binet-Cauchy
En mathématiques, et plus particulièrement en  algèbre, l’identité de  Binet–Cauchy, due à  Jacques Philippe Marie Binet et Augustin-Louis Cauchy, dit que :
{\displaystyle {\biggl (}\sum _{i=1}^{n}a_{i}c_{i}{\biggr )}{\biggl (}\sum _{j=1}^{n}b_{j}d_{j}{\biggr )}={\biggl (}\sum _{i=1}^{n}a_{i}d_{i}{\biggr )}{\biggl (}\sum _{j=1}^{n}b_{j}c_{j}{\biggr )}+\sum _{1\leq i<j\leq n}(a_{i}b_{j}-a_{j}b_{i})(c_{i}d_{j}-c_{j}d_{i})}
pour des ensembles quelconques de nombres réels ou complexes (ou, plus généralement, d'éléments d'un anneau commutatif). Dans le cas particulier
où ai = ci et bj = dj, elle se réduit à l'identité de Lagrange.

## Relation avec l'algèbre extérieure
Utilisant le produit scalaire et le produit extérieur, l'identité peut s'écrire
{\displaystyle (a\cdot c)(b\cdot d)=(a\cdot d)(b\cdot c)+(a\wedge b)\cdot (c\wedge d)\,}
où a, b, c, et d sont des vecteurs à n coordonnées.  On peut encore la voir comme une formule donnant le produit scalaire de deux produits extérieurs en fonction de produits scalaires :
{\displaystyle (a\wedge b)\cdot (c\wedge d)=(a\cdot c)(b\cdot d)-(a\cdot d)(b\cdot c).\,}
Dans le cas particulier de vecteurs égaux (a=c et b=d), la formule devient (identité de Lagrange)
{\displaystyle |a\wedge b|^{2}=|a|^{2}|b|^{2}-|a\cdot b|^{2}}.

## Démonstration

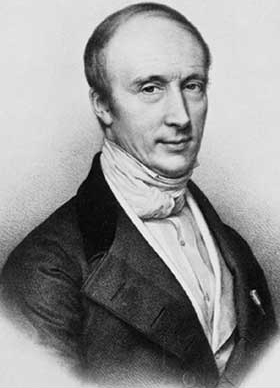
Augustin-Louis Cauchy en 1901.

Développant le dernier terme, et ajoutant et retranchant des sommes complémentaires bien choisies, on obtient :
{\displaystyle \sum _{1\leq i<j\leq n}(a_{i}b_{j}-a_{j}b_{i})(c_{i}d_{j}-c_{j}d_{i})}
{\displaystyle =\sum _{1\leq i<j\leq n}(a_{i}c_{i}b_{j}d_{j}+a_{j}c_{j}b_{i}d_{i})+\sum _{i=1}^{n}a_{i}c_{i}b_{i}d_{i}-\sum _{1\leq i<j\leq n}(a_{i}d_{i}b_{j}c_{j}+a_{j}d_{j}b_{i}c_{i})-\sum _{i=1}^{n}a_{i}d_{i}b_{i}c_{i}},
ce qui permet de regrouper ainsi  :
{\displaystyle =\sum _{i=1}^{n}\sum _{j=1}^{n}a_{i}c_{i}b_{j}d_{j}-\sum _{i=1}^{n}\sum _{j=1}^{n}a_{i}d_{i}b_{j}c_{j}.}
Factorisant les termes indexés par  i, l'identité en résulte.

## Généralisation
Une forme plus générale, connue comme la formule de Binet-Cauchy,  dit que, si A est une matrice m×n et B est une matrice n×m, on a 
{\displaystyle \det(AB)=\sum _{\scriptstyle S\subset \{1,\ldots ,n\} \atop \scriptstyle |S|=m}\det(A_{S})\det(B_{S}),}
où, S  étant un sous-ensemble de {1, ..., n} ayant  m éléments,  AS est la matrice m×m dont les colonnes  sont celles de A ayant leurs indices dans S, et  de même BS est la matrice m×m formée des lignes de  B d'indices dans S ; dans cette formule, la somme est prise sur tous les sous-ensembles possibles.
L'identité de Binet-Cauchy s'en déduit comme cas particulier, en posant
{\displaystyle A={\begin{pmatrix}a_{1}&\dots &a_{n}\\b_{1}&\dots &b_{n}\end{pmatrix}},\quad B={\begin{pmatrix}c_{1}&d_{1}\\\vdots &\vdots \\c_{n}&d_{n}\end{pmatrix}}.}